# 孟才人

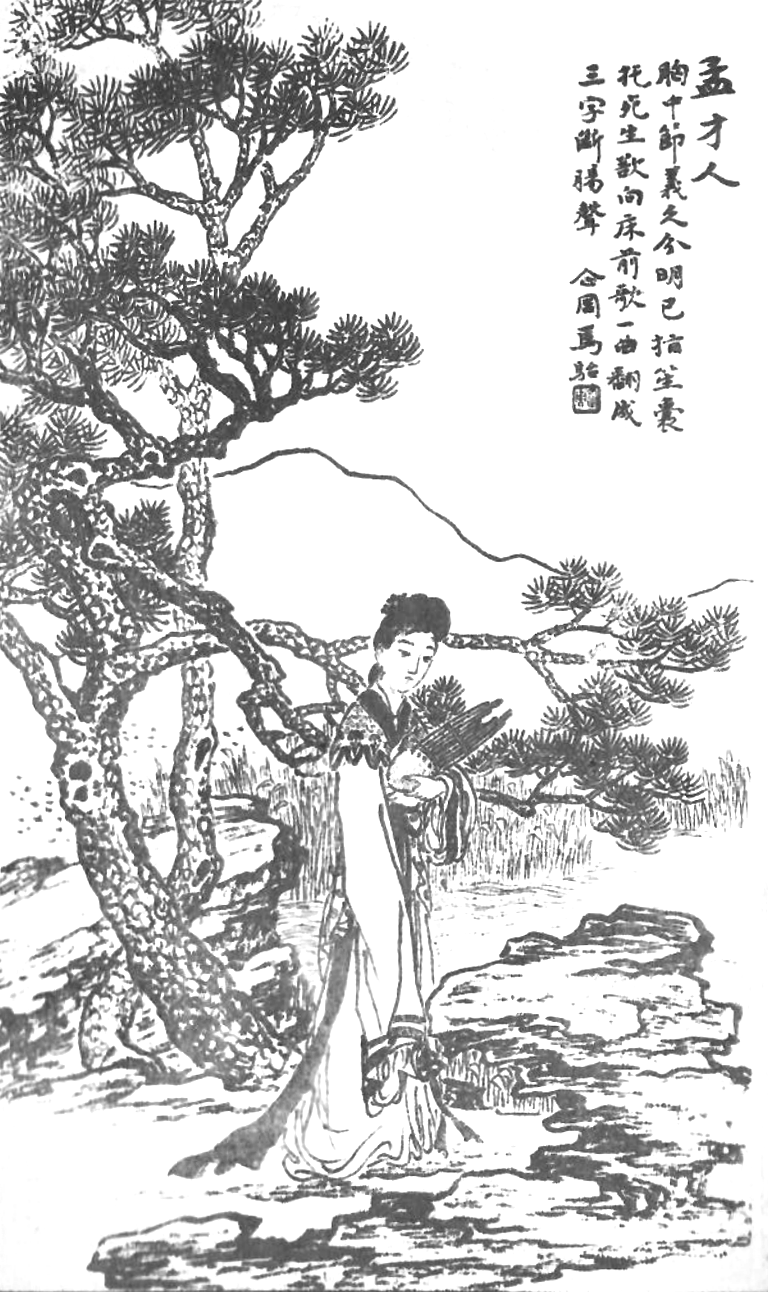
孟才人的图像，来自《美人百態畫譜

孟才人，唐武宗妃嫔，善于歌艺。其生平故事出自于唐武宗朝当代诗人张祜的叙述中，正史未记载。

## 故事
孟才人因歌艺双绝而被武宗宠幸。武宗病重，自觉不久将去世，于是把孟才人召到跟前，问之“我如果死了，你准备怎么办？”孟才人抱着笙囊哭泣，答道愿自缢以追随陛下，武宗默许。孟才人要求唱一曲以表达自己的哀伤，武宗点头应之，于是她高歌《何满子》，唱罢后昏倒在皇帝的塌前，武宗急令太医诊治，太医称“身体虽然还温热，但是肝肠已经寸寸断绝，救不活了”。佳人就此香消玉殒。不久武宗也死了，要将孟才人的棺木迁走，发现很沉重，不似一般女子的棺木。众人议论纷纷，有人说要她的亲人亲自来，如此才搬动。
张祜同情她的遭遇，写了《孟才人叹》：“偶因歌态咏娇颦，传唱宫中十二春。却为一声何满子，下泉须吊孟才人。”
由于孟才人的记述和《新唐书》中记载的同为武宗妃嬪的王才人生平经历非常相似，沈括《梦溪笔谈》据此认为《新唐书·王贤妃传》所载王才人殉武宗事或系孟才人事张冠李戴。